# Claude Devèze
Claude Devèze (Trois-Rivières, 3 gennaio 1970) è un allenatore di hockey su ghiaccio ed ex hockeista su ghiaccio canadese con cittadinanza francese.

## Biografia
Nato a Trois-Rivières, possiede la cittadinanza francese.

## Carriera
In carriera ha vinto la Coppa Italia e la Italian Hockey League con il Varese nella stagione 2022-2023.
Nella stagione 2025/2026, torna sulla panchina bosina.

## Palmarès

### Giocatore
- FFHG Division 1: 1

Tours: 2006-2007

### Allenatore
- FFHG Division 1: 2

Briançon: 2018-2019
Brest: 2021-2022
- Coppa Italia: 1

Varese: 2022-2023
- Italian Hockey League: 1

Varese: 2022-2023